# Pete Philly & Perquisite
Pete Philly & Perquisite is een Nederlands hiphopduo bestaande uit mc/vocalist Pete Philly en componist/producer Perquisite dat met zijn vernieuwende hiphop met invloeden van jazz, broken beat en soul over de hele wereld heeft getoerd en drie succesvolle albums heeft gemaakt.

## Ontstaan
In 1996 begint Perquisite met het creëren van hiphop-beats, hij is dan veertien jaar. Door zijn klassieke achtergrond voegt hij ook klassieke elementen aan zijn creaties toe. Hij richt zijn eigen label Unexpected Records op en levert in 2001 zijn debuut af met The Outta Nowhere EP, een samenwerking met Benjamin Herman. Hierna componeert/produceert hij nog een tweede solo-EP die in 2002 uitkomt waarop klarinettist David Kweksilber als gastmuzikant te horen is.
Pete Philly is al een aantal jaar actief in de muziekwereld als Engelstalig MC. Hij zit bijvoorbeeld in de groepen Nicotine en Gotcha! en treedt daarmee op op festivals als Mysteryland en North Sea Jazz. Hij maakt naam door zijn energieke live-optredens en freestyle-kwaliteiten en doet in 2002 mee met de Grote Prijs van Nederland waar hij de Muzikantenprijs in de wacht sleept. Ook staat hij op de Unsigned cd van het Nederlands Pop Instituut naast andere dan nog onbekende Nederlandse hiphopartiesten zoals Opgezwolle, Lange Frans & Baas B en Raymzter.
In de herfst van 2002 leren Pete Philly en Perquisite elkaar kennen via een wederzijdse vriend. Al snel wordt besloten om samen te gaan werken. Dit gebeurt voor het eerst in de gelegenheidsformatie North West Metropolis, wiens ep 'Expressions' in 2003 uitkomt op Perquisites label Unexpected Records. Daarna beginnen zij als Pete Philly & Perquisite te werken aan de Mindstate EP, die in januari 2004 uitkomt en zowel in Nederland als daarbuiten veel positieve reacties oproept.

### Mindstate
Pete & Perq besluiten de EP uit te bouwen tot een volwaardig album en in maart/april 2005 volgt het Mindstate album, een uniek en origineel album. De plaat wordt eerst in Japan uitgebracht via een samenwerking met P-Vine Records en een maand later in heel Europa via licentiepartner Epitaph Europe. Later wordt het album ook nog in Australië, Nieuw-Zeeland, Zuid-Afrika, de V.S. en Canada uitgebracht via een samenwerking met het Amerikaanse label ANTI. Op het album zijn verschillende gastartiesten te horen zoals de Nederlandse zangeres Senna, Cee Major van The Proov, de Amerikaanse rapper Talib Kweli, saxofonist Benjamin Herman en gitarist Jesse van Ruller. Het album roept veel positieve reacties van de binnen- en buitenlandse pers op en in 2006 ontvangt het duo onder andere een Zilveren Harp en een Essent award. Bekendheid genereren de mannen vooral met hun energieke live optredens met hun 5-mans band. De 1,5 jaar durende tourperiode begint in kleine zaaltjes door het land maar via shows in Duitsland, Zwitserland, Oostenrijk, België, Frankrijk, Spanje, Italië, Scandinavië en de VS wordt de clubtour uiteindelijk op 30 september 2006 afgesloten in een uitverkochte Melkweg in Amsterdam.

### Remindstate
Begin 2007 volgt de remix-plaat Remindstate waarop Pete & Perq verschillende bevriende artiesten uit binnen- en buitenland het Mindstate materiaal hebben laten remixen. Op het album staan onder andere remixen van Seiji (UK), C-Mon & Kypski (NL), Collective Efforts (USA), Nicolay (NL), DJ Mitsu (JP), Morgan Spacek (UK), Laidback Luke (NL) en Perquisite zelf.

### Mystery Repeats
Op 10 september 2007 verschijnt het tweede album van Pete Philly & Perquisite, Mystery Repeats. De eerste single van het album is "Time Flies" en is een groot succes. Op 4 april 2008 is het duo te gast bij Pauw & Witteman en brengen ze hun tweede single "Empire" live ten gehore met een strijkkwartet.. Eind augustus 2008 maken zij hun Top 40-debuut met 3e single "Mystery Repeats". Bovendien worden ze in 2008 genomineerd voor de Gouden Notekraker en ontvangen zij de prestigieuze Amsterdamprijs voor de Kunst uit handen van de Burgemeester van Amsterdam, Job Cohen. In oktober 2008 beginnen Pete & Perq aan een uitgebreide Europese clubtour door Duitsland, Oostenrijk, Zwitserland, Frankrijk, Zweden, Denemarken en Nederland. De eerste drie Nederlandse shows zijn allen uitverkocht en ook in het buitenland begint het duo en hun 6-mans live formatie nu volle zalen te trekken. In maart doen Pete & Perq nog een korte tour door Japan en in de zomer treden ze op op vele Europese festivals waaronder Splash (Duitsland), Sziget (Hongarije), Lowlands (Nederland), Gurten (Zwitserland), North Sea Jazz (Nederland) en Exit (Servië). De Europese tour wordt afgesloten met een uitverkochte show in de Amsterdamse poptempel Paradiso op 6 december 2008. Een paar maanden later reizen Pete & Perq met hun band echter alweer af naar de VS om op te treden op het South by Southwest festival in Austin, Texas. 

### Break-up
Na deze uitgebreide tourperiode besluiten Pete en Perq zich te richten op andere projecten naast Pete Philly & Perquisite. Met de ‘Final Celebration Tour’ gaan ze langs verschillende Nederlandse theaters, met als voorlopig laatste show een uitverkochte Melkweg Rabozaal in Amsterdam op 29 oktober 2009. In de daaropvolgende veertien jaar richten Pete en Perq zich op hun beide solocarrières. Pete Philly brengt twee soloalbums uit, een EP en verschillende singles en produceert muziek voor commercials. Ook Perquisite brengt een solo album uit, componeert de muziek voor een dozijn speelfilms, waaronder ‘Carmen van het Noorden’ en ‘Niemand in de Stad’, en werkt samen met Kris Berry, Jeangu Macrooy, Swan en anderen aan nieuwe songs en albums.

### Reünie en Eon
Op 11 april 2023 maakt het duo bekend dat zij na veertien jaar weer bij elkaar zullen komen voor een optreden in de AFAS Live en dat ze daarnaast ook de studio in zullen gaan om samen nieuwe muziek te maken. Over het reünieconcert in de AFAS Live op 17 november 2023 schrijft OOR dat het duo 'terug aan de top' is. Hun officiële derde studioalbum 'Eon' komt uit op 3 mei 2024 uit en wordt positief ontvangen in zowel Nederland als daarbuiten. De eerste nieuwe single 'Hot Sauce', die in september 2023 uitkomt, wordt TopSong op Radio 2. De tweede single 'Mayhem', een samenwerking met Naaz, wordt uitgebracht in januari 2024 en wordt opgevolgd door ‘My Stereo’, die vergezeld gaat met een baanbrekende AI-videoclip waarin al hun muzikale helden voorbijkomen. Na een succesvolle Europese Album Release Tour in 2024, waarbij Pete & Perq onder andere in Londen, Berlijn en Parijs optreden, kondigt het duo een nieuwe tour aan voor 2025: de Time Flies Theatertour. Tijdens deze tour treden Pete Philly & Perquisite van april tot juni op in elf Nederlandse theaters. Ook staan ze op 3 april 2025 samen met Jeangu Macrooy in de Hootananny in Londen en op 26 april op het Tonart festival in Zwitserland.

## Prijzen en nominaties

#### 2005
- Mindstate ‘Disque Pop de la Semaine’ (VPRO radio)
- Winnaar Essent Award
- Genomineerd voor Beste Album van het Jaar door 3voor12
- Genomineerd voor 2 Dutch Mobo Awards: Beste Live Act en Beste Album

#### 2006
- Winnaar Zilveren Harp
- Winnaar Kink FM Live XS Award: Beste Nieuwe Live Act
- Winnaar van de Gouden Greep 2006 voor meest originele collaboratie en genomineerd voor Beste Groep en Beste Live Act
- Genomineerd voor 2 Edison Awards: Beste Groep en Beste Nieuwe Groep
- Genomineerd voor 3 3FM Awards: Beste Artiest R&B & Hip-Hop, Beste Album en Beste Nieuwe Artiest
- Genomineerd voor TMF Awards: Beste Nieuwe Artiest

- Genomineerd voor MTV European Music Award: Beste Nederlandse/Belgische Act (Andere genomineerden: Kane, Deus, Anouk, Gabriel Rios)
- Genomineerd voor Urban Awards: Beste Live Act
- Genomineerd voor Party Peeps 2000 Awards: Beste Live Act

2007
- Genomineerd voor 2 Urban Awards: Beste Album & Beste Live Act
- Genomineerd voor 6 Gouden Grepen: Beste Groep, Beste Album, Beste Live Act, Beste Nummer, Beste Video, Beste Producer (Perquisite)

#### 2008
- Winnaar Amsterdamprijs voor de Kunst
- Genomineerd voor de Gouden Notenkraker: Muziek
- Genomineerd voor 3FM Awards: Beste Artiest Alternative
- Genomineerd voor een MTV Europe Music Award
- Genomineerd voor drie State Awards: Beste Groep, Beste Live Act & Beste Single

#### 2009
- Perquisite wint het 'Duiveltje' voor beste producer
- Perquisite wint het 'Gouden Kalf' voor beste film muziek (Carmen van het Noorden)
- Genomineerd voor een Edison Award: Beste Nummer (‘Mystery Repeats’)
- Genomineerd voor 3FM Awards 2009: Beste Artiest Alternative
- Genomineerd voor twee State Awards: Beste Live Act & Beste Producer (Perquisite)

## Discografie

### Albums en EP's
| Album met eventuele hitnotering(en) in de Nederlandse Album Top 100 | Datum van verschijnen | Datum van binnenkomst | Hoogste positie | Aantal weken | Opmerkingen                                 |
| ------------------------------------------------------------------- | --------------------- | --------------------- | --------------- | ------------ | ------------------------------------------- |
| Mindstate EP (EP)                                                   | 15-01-2004            |                       |                 |              |                                             |
| Mindstate                                                           | 18-04-2005            | 27-08-2005            | 52              | 29           |                                             |
| Remindstate                                                         | 22-01-2007            | 27-01-2007            | 49              | 4            | Remix-album van Mindstate                   |
| Mystery Repeats                                                     | 10-09-2007            | 15-09-2007            | 2               | 25           |                                             |
| Mystery Repeats - The Live Edition                                  | 01-12-2008            | -                     |                 |              | Album Mystery Repeats met een extra live cd |
| Eon                                                                 | 03-05-2024            | -                     |                 |              |                                             |
| My Stereo (Fluid Funk Remixes) (EP)                                 | 03-05-2024            | -                     |                 |              |                                             |

### Singles
| Single title               | Release date | Charting in the Dutch Top 40 | Charting in the Dutch Top 40 | Charting in the Dutch Top 40 | Comments  |
| Single title               | Release date | Date of entry                | Highest                      | Weeks                        | Comments  |
| -------------------------- | ------------ | ---------------------------- | ---------------------------- | ---------------------------- | --------- |
| Insomnia                   | 07-03-2005   | -                            |                              |                              |           |
| Grateful                   | 03-10-2005   | -                            |                              |                              |           |
| Mellow                     | 27-03-2006   | -                            |                              |                              | Met Senna |
| Time Flies                 | 20-08-2007   | -                            |                              |                              |           |
| Empire                     | 04-02-2008   | -                            |                              |                              |           |
| Mystery Repeats            | 21-07-2008   | 23-08-2008                   | 34                           | 3                            |           |
| Q&A                        | 24-11-2008   | -                            |                              |                              |           |
| Time Flies (2023 Remaster) | 07-07-2023   | -                            |                              |                              |           |
| Hot Sauce                  | 08-09-2023   | -                            |                              |                              |           |
| Mayhem                     | 26-01-2024   | -                            |                              |                              | Met Naaz  |
| My Stereo                  | 05-04-2024   | -                            |                              |                              |           |